# CA Bella Vista
Club Atlético Bella Vista, eller Bella Vista i folkmun, är en fotbollsklubb i Montevideo, Uruguay. Klubben grundades 1920 och spelar sina hemmamatcher på arenan Estadio Parque José Nasazzi.

## Historia
Klubben grundades den 4 oktober 1920 i Uruguays huvudstad Montevideo. Man spelade då på en fotbollsplan som tillhörde kyrkan Maturana. Som en tacksamhetssymbol lät man kyrkans präst välja dräktens färger, som tog inspiration av Vatikanstatens flagga. Det finns dock en teori om att tröjans färger skulle ha kommit till av den delade fanatism som klubbens ledning hade till storklubbarna Club Nacional de Football som hade en vit bas på sin dräkt, samt Peñarol som hade en gul bas. En kompromiss gjordes och man tog vardera färg ur storklubbarna. Bella vista smeknamn är papales vilket kan översättas till de små påvarna eller påvens medföljare

## Meriter
- Primera División: 
  - Amatöreran (0):
  - Professionella eran (1): 1990
- Segunda División (5): 1949, 1968, 1976, 1997, 2005
- Tercera División (2): 1922, 1959
- Divisional Intermedia (2): 1922, 1959
- Divisional Extra (1): 1921
- Liguilla Pre-Libertadores (1): 1998